# Lysane Blanchette-Lamothe
Lysane Blanchette-Lamothe (7 de abril de 1984 (40 años) es una política canadiense. Fue elegida Parlamentaria  por la circunscripción de Pierrefonds-Dollard en las Elecciones federales de Canadá de 2011, como miembro del Partido Democrático Nuevo, derrotando largamente al Liberal MP Bernard Patry.

## Biografía
Nacida en Montreal, Quebec, tiene un diploma de enseñanza de la Universidad de Quebec en Trois-Rivières en Educación especial y actualmente cursa su Maestría en Educación en la Universidad de Quebec en Trois-Rivières. Ha trabajado como maestra en el área de Montreal y en una escuela Inuit en el norte de Quebec.
Ha vivido de la equitación la mayoría de su vida, y ha estado activa en trabajos comunitarios. Ha trabajado con organizaciones que alivian la pobreza y ha participado en eventos como la Marche des femmes y manifestaciones contra la alta matrícula.
Lysane fue derrotada en la Elecciones federales de Canadá de 2015 por Frank Liberal Baylis. Obtuvo el 16,38% de los votos, siendo el porcentaje más bajo entre todos los candidatos titulares en las elecciones de 2015. A partir de 2016 Lysane es presidente de la Fundación Gérald-Godin.